# Les Casetes Blanques (Montbau)

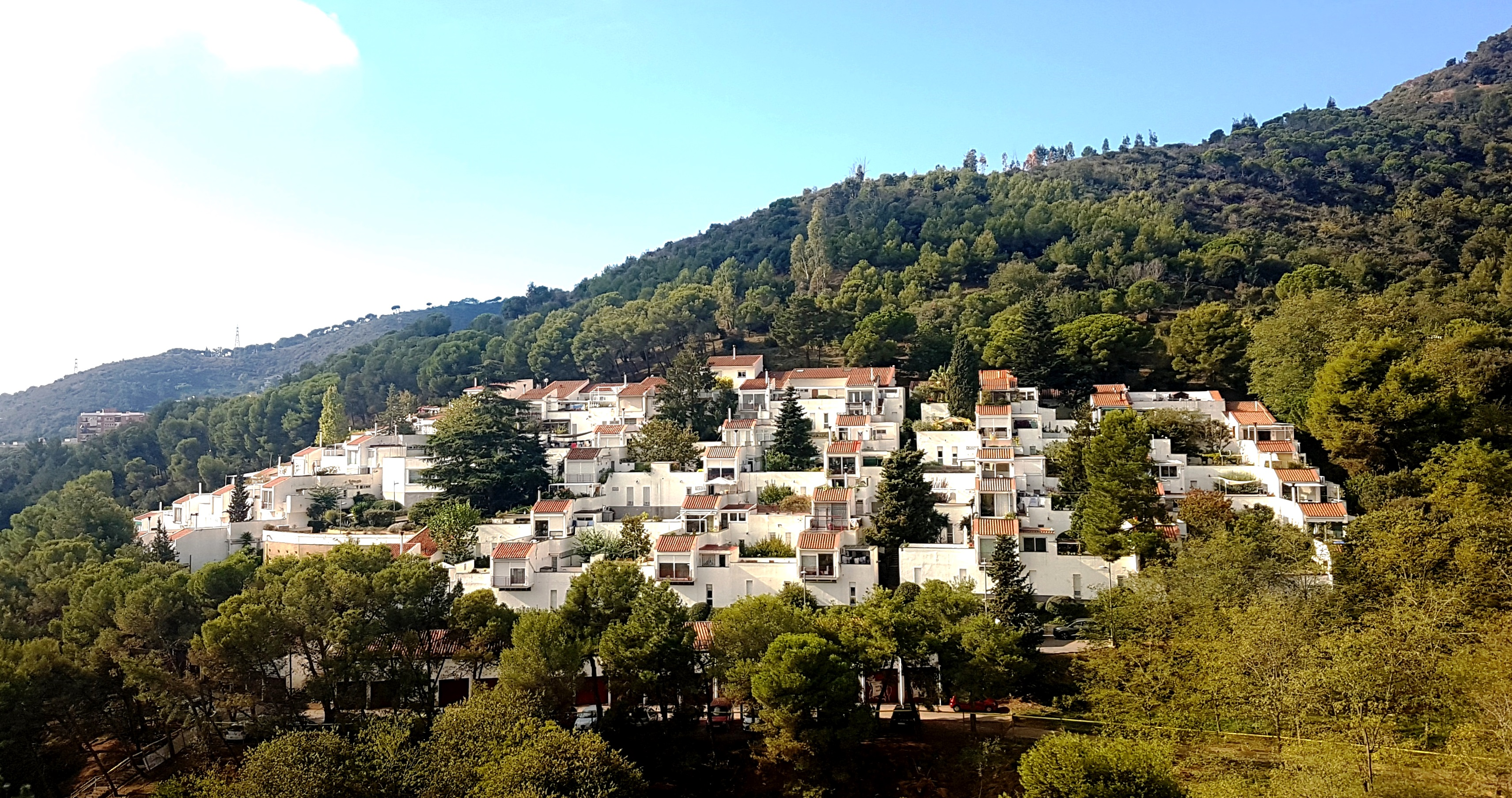
Vista general, 2021

Les Casetes Blanques és un conjunt de 58 cases unifamiliars, al carrer de la Ceràmica de Barcelona, a la part alta del barri de Montbau, esglaonades, adaptant-se al considerable pendent de la muntanya. Es tracta d'una tipologia atípica, a cavall entre la ciutat jardí i un edifici compacte.
Construïdes entre els anys 1964 i 1968 pel Patronat Municipal de l'Habitatge de Barcelona, i gestionades per la Cooperativa Barcelonesa d'Habitatges, van ser projectades per l'arquitecte gironí Joan Bosch i Agustí. L'arquitecte tècnic de l'obra fou en Josep Pineda i Esturgó.
La parcel·la, de 12.600 m², està rodejada en el seu perímetre pel Parc Natural de Collserola, tret del costat sud-est, que limita amb el carrer de Vayreda de Montbau.
El seu nom, atribuït popularment, és degut a les façanes pintades de blanc, que destaquen enmig del bosc que les rodeja.
Les cases són dúplex, adossades, amb la planta superior perpendicular a la inferior, i que forma un pont sobre els passatges de vianants enjardinats. L'esglaonament fa que les terrasses de les cases siguin la coberta de les cases de la filera inferior.

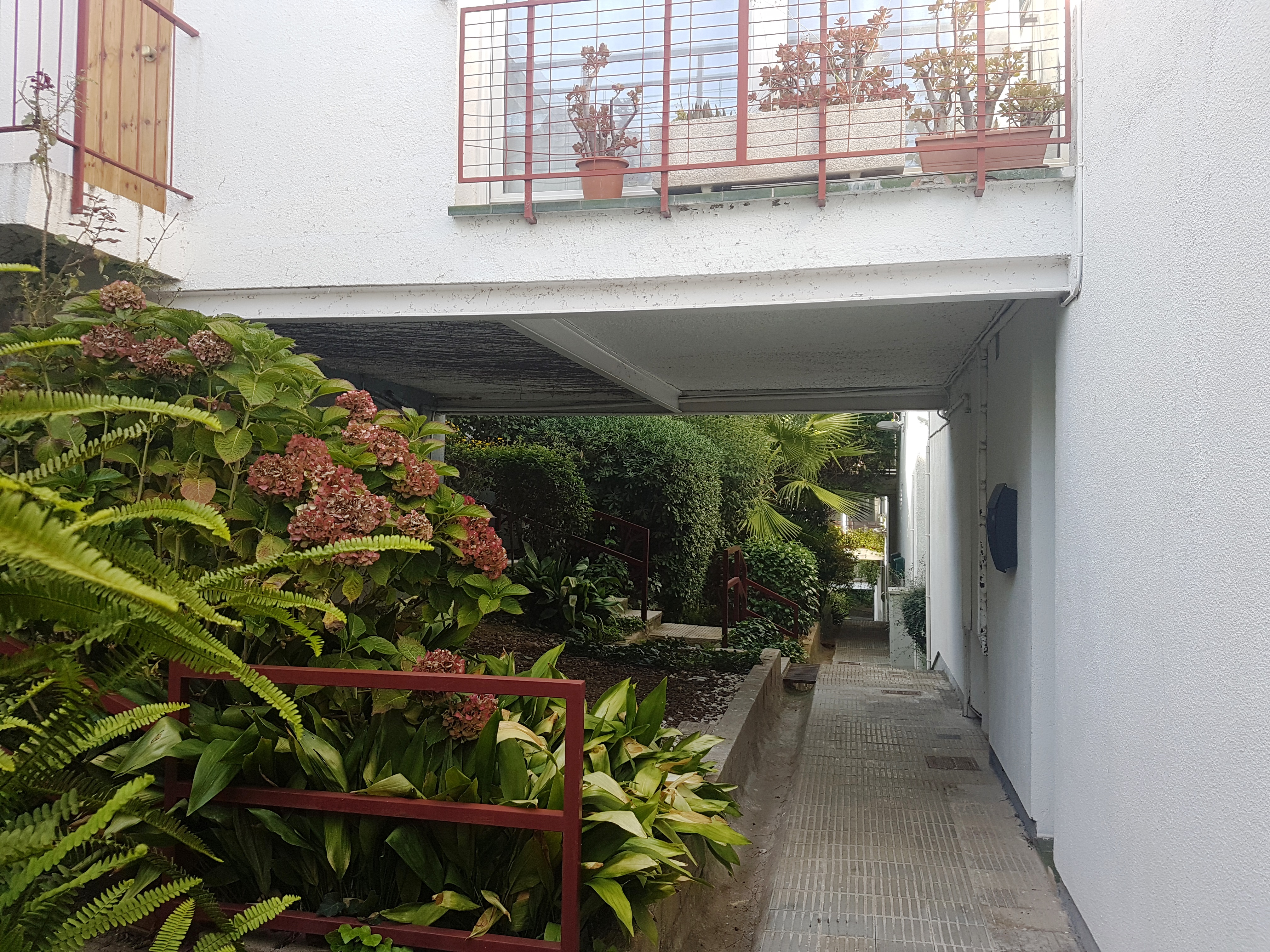
Passatges i ponts sota els habitatges

El conjunt forma una retícula de 6 fileres de cases, seguint aproximadament les corbes de nivell de la muntanya, separades per 5 passatges de vianants que passen sota els ponts. Aquests ponts constitueixen una de les principals singularitats del conjunt.
Els passatges tenen nom de colors: Blanc, Groc, Rosa, Blau i Violeta de Montbau. Perpendiculars a aquest passatges hi ha 4 vials-escala que salven el desnivell del vessant.
A la part més baixa de la parcel·la hi ha una filera de garatges, també amb les façanes pintades de blanc. Són de 2 alçades amb accessos oposats aprofitant el pendent del terreny.
L'any 1967 el projecte 'Habitatges Unifamiliars del Polígon Montbau' de Joan Bosch i Agustí, va quedar finalista als premis FAD en la categoria Arquitectura.
Les Casetes Blanques és un dels punts de visita del circuit ‘Arquitectura al peu de Collserola’ elaborat per l'Ajuntament de Barcelona.